# Joe Rooney
Joseph Patrick „Joe“ Rooney (* 28. August 1898 in Saskatoon, Kanada; † 4. März 1979 im St. Louis County, Minnesota) war ein US-amerikanischer American-Football-Spieler. Er spielte als Tackle und End in der National Football League (NFL). Rooney und seine beiden Brüder Cobb und Bill spielten in den Jahren 1924 und 1927 gleichzeitig für die Duluth Kelleys/Eskimos. Sie sind damit die einzigen drei Brüder, die zeitgleich für dieselbe Footballmannschaft in der NFL aufliefen.

## Spielerlaufbahn
Joe Rooney wuchs zusammen mit seinen Brüdern Cobb und Bill in Virginia, Minnesota auf. Sie besuchten dort die High School. Joe und sein Bruder Bill spielten auf der High School Basketball und wurden 1915 in die Staatsauswahl gewählt. Sein Bruder Bill konnte diesen Erfolg 1916 wiederholen.
Im Jahr 1923 wurde Joe Rooney Footballprofi bei den Duluth Kelleys, die von Joey Sternaman trainiert wurden. Die Mannschaft aus Duluth stand im Besitz von deren Spieler. Auch sein Bruder Bill schloss sich im selben Jahr dem Team an, ein Jahr später stieß auch Cobb zur Mannschaft. Ab 1924 wurde das Team von Dewey Scanlon trainiert, der zeitgleich als Manager fungierte. Ein sportlicher Erfolg gelang der Mannschaft nicht. Nach der Saison wechselte Rooney zu den Rock Island Independents, um ein Jahr später zu den Duluth Eskimos zurückzukehren. Im Jahr 1926 konnten die Eskimos die späteren Mitglieder in der Pro Football Hall of Fame Walt Kiesling, John McNally und Ernie Nevers an das Team binden. An der Erfolglosigkeit der Mannschaft änderte sich jedoch nichts. Obwohl Nevers 1927 auch das Traineramt übernommen hatte, mussten die Eskimos nach dieser Saison ihren Spielbetrieb aufgrund finanzieller Probleme einstellen. Rooney wechselte daraufhin zu den von Pete Henry trainierten Pottsville Maroons. Die Maroons zogen nach der Saison nach Boston. Rooney spielte 1929 noch zwei Spiele für die Chicago Cardinals, die von seinem ehemaligen Trainer Dewey Scanlon trainiert wurden und beendete danach seine Laufbahn.

## Quelle
- Jens Plassmann, NFL American Football, Hamburg 1995
- Chuck Frederick, Leatherheads of the North, the true Story of Ernie Nevers & the Duluth Eskimos, Duluth 2007, ISBN 1-887317-32-5.

| Personendaten    | Personendaten                               |
| ---------------- | ------------------------------------------- |
| NAME             | Rooney, Joe                                 |
| ALTERNATIVNAMEN  | Rooney, Joseph Patrick                      |
| KURZBESCHREIBUNG | US-amerikanischer American-Football-Spieler |
| GEBURTSDATUM     | 28. August 1898                             |
| GEBURTSORT       | Saskatoon, Kanada                           |
| STERBEDATUM      | 4. März 1979                                |
| STERBEORT        | St. Louis County, Minnesota                 |